# Homaloxestis turbinata
Homaloxestis turbinata – gatunek motyli z rodziny Lecithoceridae i podrodziny Lecithocerinae.
Gatunek ten opisany został w 1910 roku przez Edwarda Meyricka, który jako miejsce typowe wskazał Khasis.
Motyl o głowie i tułowiu ochrowożółtych, głaszczkach żółtawych z ciemnym spodem drugiego członu, czułkach żółtawych i ciemno nakrapianych, a odwłoku szarym z białawoochrowymi bokami i kępką włosków na końcu. Przednie skrzydła wydłużone, ich krawędź kostalna delikatnie łukowata, wierzchołek tępy, a termen zaokrąglony. Przednie skrzydła, wraz ze strzępinami ochrowożółte z ciemnobrunatnoszarym wzorem. Tylne skrzydła jasnoochrowożółte z ciemnoszarą przepaską i jasnożółtymi strzępinami.